# 고경숙 (소설가)
고경숙(1944년 10월 3일 ~ , 평안남도 진남포)은 대한민국의 소설가이다. 서울과 대전(6.25후)에서 성장하였다. 1967년에는 숙명여자대학교 국문과를 졸업하였다. 1988년, 월간 한국문학 소설부문 신인문학상 당선으로 등단하였다.

## 주요 작품
- 1988년 《어머니의 天國》
- 1989년 《배낭을 맨 사람》
- 1991년 《어떤 봄날》
- 2002년 《캠퍼스 블루스》
- 2020년  소설집 《별들의 감옥》
- 2020년 제13회 한국문학 백년상 수상
- 2021년 한국소설가협회 한국소설문학상 수상.